# 곽동신
곽동신(1974년 12월 17일 ~)은 대한민국의 기업인이다. 반도체장비 전문기업인 한미반도체의 대표이사 부회장 등을 역임했다.